# Corendon Hotels & Resorts
Corendon Hotels & Resorts is een Turks/Nederlandse keten van hotels die in 2014 werd opgericht door reisorganisatie Corendon. Het is onderdeel van de Corendon Group, evenals Corendon Airlines, Corendon Airlines Europe en Corendon Dutch Airlines, die onder leiding staat van CEO Gunay Uslu.
De hotelketen biedt hotels en resorts in druk bezochte hoofdsteden en populaire vakantiebestemmingen. Anno december 2023 heeft het bedrijf 10 hotels/resorts verdeeld over Curaçao, Nederland en Turkije. Het Corendon Village Hotel nabij Amsterdam is het grootste hotel van de Benelux bestaande uit 680 hotelkamers & suites.